# Club Deportivo Juventud Silense
El Club Deportivo Juventud Silense es un club del municipio de La Villa de Los Silos en la isla de Tenerife. Fue fundado en 1948 y juega sus encuentros como local en el Estadio Municipal Juan Valiente. Su mejor registro han sido 2 temporadas en 3 división de España de forma consecutiva. Actualmente compite en Segunda Regional de Tenerife

## Historia

### Inicios y victorias en Copa Federación y Copa Heliodoro (1948-1970)
El club empezó a andar en mayo de 1948 cuando se enfrentó al C. D. Rambla en las fiestas del barrio de San José. 
En 8 de mayo de 1960 Silense y Nacional de Madeira, de gira por la isla, empatarían a tres tantos en lo que sería la primera visita de un equipo extranjero a la localidad.
En los años sesenta el equipo pasó por una época dorada al proclamarse campeón de la Copa Federación al vencer por 1-0 y 2-3 al Arguijón en la temporada 1960-61 y al ganar la copa Heliodoro Rodríguez López por 3-0 a la U. D. Realejos en la temporada 1962-63, empezando por este entonces a ser conocidos como "Los Leones" por los diferentes campos donde iban. Además de competir durante varios años en la primera categoría, máxima competencia regional de la isla en los años 1960.

### Época Dorada y etapa en Tercera División (1978-1990)
El equipo ganó la Liga de Segunda Interinsular en la temporada 1977-78, ascendiendo a Primera Interinsular, quedando en la temporada siguiente en los promoción de ascenso que conseguirían superar, ascendiendo 3 categorías en 3 temporadas consiguiendo llegar por primera vez en su historia a la categoría preferente para la temporada 1979-80, se conseguiría asentar durante 6 temporadas en Preferente haciendo buenas campañas, hasta que en la temporada 1984-85 consiguió un histórico ascenso a la Tercera División, esto tras ser campeón de la preferente en el ejercicio anterior, máxima categoría en la que ha competido el club. Permaneció dos temporadas en la categoría nacional, siendo por este entonces uno de los equipos de referencia de la isla de Tenerife acabando 17.° y 19.° respectivamente consiguiendo históricos triunfo ante grandes equipos antes de volver a la Preferente en la temporada 1986-87. Ese mismo año del ascenso a tercera división, el club logró llegar por segunda vez a la final de la Copa Heliodoro Rodríguez López que perdió por 4-2 contra el Vera. Seguiría compitiendo en categorías preferente y 1.ª Regional durante los próximos años

### Decadencia, desaparición y refundación (1990-1996)
Tras más de 50 años de futbol casi interrumpido el Silense dejaría de competir en 1990, desapareciendo el club 2 años después de haber descendido de la tercera división tras una deuda que el club no pudo hacer frente debido a la pérdida de 2 categorías en 2 años y la grave crisis que atravesó el club en aquel momento no pudiendo pagar a la mayoría de sus futbolistas. Después de esto el club decidió disolver el primer equipo quedándose como un club exclusivamente de fútbol base. Tras más de 6 años sin futbol regional en Los Silos se consiguió refundar el club regional en 1996 volviendo a tener futbol regional en el municipio.

### Equipo ascensor y época convulsa ( 1996-2011)
Tras la vuelta del club a la competición consiguieron ganar en la temporada 1996-97 el hasta la fecha último título del Silense ganando la segunda interinsular de Tenerife, pero el club aún con problemas económicos no se pudo mantener en la primera regional, volviendo a desaparecer el equipo.
En el 2000 volverían a la competición pero sin conseguir estabilidad convirtiéndose en un equipo ascensor con etapas en primera regional y segunda respectivamente, sin ser nunca un equipo referente como en el pasado y numerosos cambios de directiva, hasta la temporada 2010-11 que tras un nuevo descenso y de nuevo con problemas financieros se volvió a dar de baja al regional y en el lapso 2011-2014 el club no tendría equipo regional.
Cabe destacar que durante todo este tiempo la base del club nunca dejó de funcionar al ser un club aparte del regional debido a que así se acordó en la refundación de 1996.

### Estabilidad del club y Ascenso a Primera Regional 11 años después (2015-2020)
Tras volver a competir en la temporada 2014-15, el club estaría 6 temporadas en segunda regional sin lograr grandes éxitos, hasta que en la temporada 2019-20 el club volvería a ascender a 1.ª Regional 10 temporadas después, al beneficiarse de los ascensos a todos los equipos que disputaban playoff por el Covid.

### Etapa en Primera Regional y nuevo descenso (2021-Act)
En la temporada 2020/21 competirían en Primera Regional tras 11 años de ausencia en la categoría, etapa que duraría 4 temporadas, las 3 primeras en la mitad de la tabla hasta que en la 2023/24 el club volvería a descender a la Segunda Regional como colista tras una mala temporada del equipo silense

## Escudo
Arriba aparece una montaña con dos silos, por abajo aparece una J con fondo rojo y una S con fondo azul separados por un balón.

## Uniforme
- Uniforme titular: Camiseta roja, pantalón azul medias rojas y azules.
- Uniforme alternativo: camiseta amarilla, pantalón blanco y medias blancas

## Estadio
El Club Deportivo Juventud Silense juega sus partidos como local en el estadio Municipal Juan Valiente, en el barrio de Las Manzanillas, con capacidad para 5.500 espectadores. Es el tercer estadio más antiguo de la isla de Tenerife construido en la década de 1920, además es el único estadio de Tenerife junto al Heliodoro Rodríguez López que posee graderíos en todas las zonas del estadio.

## Todas las temporadas
| Temporada | División       | Posición    | Copa del Rey |
| --------- | -------------- | ----------- | ------------ |
| 1948-49   | 3.ª Regional   | 1.º         |              |
| 1949-50   | 2.ª Regional   | 4.º         |              |
| 1950-51   | 2.ª Regional   | 7.º         |              |
| 1951-52   | 2.ª Regional   | 1.º         |              |
| 1952-53   | No Compitió    | No Compitió |              |
| 1953-54   | 3.ª Regional   | 4.º         |              |
| 1954-55   | 2.ª Regional   | 7.º         |              |
| 1955-56   | 3.ª Regional   | 5.º         |              |
| 1956-57   | 3.ª Regional   | 6.º         |              |
| 1957-58   | 3.ª Regional   | 3.º         |              |
| 1958-59   | 2.ª Regional   | 1.º         |              |
| 1959-60   | 2.ª Regional   | 2.º         |              |
| 1960-61   | 2.ª Regional   | 1.º         |              |
| 1961-62   | 1.ª Regional   | 8.º         |              |
| 1962-63   | 1.ª Regional   | 7.º         |              |
| 1963-64   | 1.ª Regional   | 12.º        |              |
| 1964-65   | 1.ª Regional   | 16.º        |              |
| 1965-66   | 2.ª Regional   | 6.º         |              |
| 1966-67   | 2.ª Regional   | 2.º         |              |
| 1967-68   | 1.ª Regional   | 14.°        |              |
| 1968-69   | 2.ª Regional   | 3.º         |              |
| 1969-70   | 2.ª Regional   | 8.º         |              |
| 1970-71   | 2.ª Regional   | 9.º         |              |
| 1971-72   | 2.ª Regional   | 11.º        |              |
| 1972-73   | 3.ª Regional   | 2.º         |              |
| 1973-74   | 2.ª Regional   | 3.º         |              |
| 1974-75   | 1.ª Regional   | 15.º        |              |
| 1975-76   | 2.ª Regional   | 7.º         |              |
| 1976-77   | 2.ª Regional   | 13.º        |              |
| 1977-78   | 2.ª Regional   | 1.º         |              |
| 1978-79   | 1.ª Regional   | 3.°         |              |
| 1979-80   | Preferente     | 13.º        |              |
| 1980-81   | Preferente     | 4.º         |              |
| 1981-82   | Preferente     | 5.º         |              |
| 1982-83   | Preferente     | 8.º         |              |
| 1983-84   | Preferente     | 11.º        |              |
| 1984-85   | Preferente     | 1.º         |              |
| '1985-86' | '3.ª División' | 17.º        |              |
| '1986-87' | '3.ª División' | 19.º        |              |
| 1987-88   | Preferente     | 16.º        |              |
| 1988-89   | 1.ª Regional   | 18.°        |              |
| 1989-90   | No Compitió    | No Compitió |              |
| 1990-91   | No Compitió    | No Compitió |              |
| 1991-92   | No Compitió    | No Compitió |              |
| 1992-93   | No Compitió    | No Compitió |              |
| 1993-94   | No Compitió    | No Compitió |              |
| 1994-95   | No Compitió    | No Compitió |              |
| 1995-96   | 2.ª Regional   | 5.º         |              |
| 1996-97   | 2.ª Regional   | 1.º         |              |
| 1997-98   | 1.ª Regional   | 16.º        |              |
| 1998-99   | 1.ª Regional   | Abandono    |              |
| 1999-00   | 2.ª Regional   | 7.º         |              |

| Temporada | División     | Posición    | Copa del Rey |
| --------- | ------------ | ----------- | ------------ |
| 2000-01   | 2.ª Regional | 5.º         |              |
| 2001-02   | 2.ª Regional | 4.º         |              |
| 2002-03   | 2.ª Regional | 2.º         |              |
| 2003-04   | 1.ª Regional | 3.º         |              |
| 2004-05   | 1.ª Regional | 6.º         |              |
| 2005-06   | 1.ª Regional | 8.º         |              |
| 2006-07   | 1.ª Regional | 17.º        |              |
| 2007-08   | 2.ª Regional | 2.º         |              |
| 2008-09   | 1.ª Regional | 14.º        |              |
| 2009-10   | 1.ª Regional | 10.º        |              |
| 2010-11   | 1.ª Regional | 17.º        |              |
| 2011-12   | No compitió  | No compitió |              |
| 2012-13   | No compitió  | No compitió |              |
| 2013-14   | No compitió  | No compitió |              |
| 2014-15   | 2.ª Regional | 10.º        |              |
| 2015-16   | 2.ª Regional | 5.º         |              |
| 2016-17   | 2.ª Regional | 9.º         |              |
| 2017-18   | 2.ª Regional | 5.º         |              |
| 2018-19   | 2.ª Regional | 10.º        |              |
| 2019-20   | 2.ª Regional | 5.º         |              |
| 2020-21   | 1.ª Regional | 8.º         |              |
| 2021-22   | 1.ª Regional | 5.°         |              |
| 2022-23   | 1.ª Regional | 12.°        |              |
| 2023-24   | 1.ª Regional | 16.°        |              |
| 2024-25   | 2.ª Regional | 4.°         |              |
| 2025-26   | 2.ª Regional | -           |              |

### Datos del club
- Temporadas en 3.ª División: 2
- Temporadas en Preferente: 7
- Temporadas en 1.ª Regional: 21
- Temporadas en 2.ª Regional: 30
- Temporadas en 3.ª Regional: 6

## Derbis

### CD Buenavista
El mayor rival del Silense por historia y proximidad entre ambos municipios es el CD Buenavista con quien disputa el llamado "Derbi de la isla baja" siendo este uno de los derbis más populares del norte de la isla por la gran afluencia de público que suelen tener los partidos y la intensidad con la que se juegan estos choques, siendo partidos bastantes igualados históricamente.
Está rivalidad se incrementó a finales de los años 90 y 2000 cuando ambos equipos compartían categoría de manera recurrente, aunque en años posteriores con la desaparición de ambos equipos se enfriaría la rivalidad, aunque en los últimos años ambos equipos han vuelto a coincidir en el fútbol regional haciendo que este duelo vuelva a tener el foco de antaño siendo el partido más importante de la temporada para ambos equipos.

### RCD Gara
Otro gran derbi que se ha de destacar es el derbi con el RCD Gara el otro pueblo vecino siendo este un derbi en el que se han enfrentado hasta en 18 temporadas en categoría regional, en el que siempre han tenido partidos de una gran rivalidad sobre todo en los años 80 donde era por excelencia el derbi más popular de la categoría preferente ya que ambos equipos competían por el ascenso a Tercera División cabe destacar el gran respeto que han tenido siempre sus aficiones y directivas tanto en la actualidad como antaño cediendo incluso sus instalaciones cuando uno u otro lo han necesitado, actualmente la rivalidad se ha enfriado considerablemente ya que no juegan un derbi en categoría regional desde el 2008, derbi que en la temporada 2023/24 después de 16 años volverán a enfrentarse.  

### Juventud Deportivo Interian
El enfrentamiento entre el Silense y el Interian ha sido históricamente un duelo de mucha intensidad teniendo su apogeo en los primeros años de los 2000 cuando ambos clubes luchaban por subir a preferente, debido a que son los clubes representativos del municipio de Los Silos, siempre en estos partidos se juega el orgullo de todo el pueblo siendo estos duelos en los que suelen saltar chispas siempre que se enfrentan, sobre todo por ambas aficiones históricamente enemistadas en términos futbolísticos.

### UD Icodense
El derbi con el Icodense ha sido un duelo histórico sobre todo en los años 60, 70 y 80 cuando compitieron en Preferente y Tercera División llegando a ser los 2 clubes representativos del norte de la isla, actualmente no se vive con la misma intensidad que antaño por la diferencia de categoría entre ambos clubes que evita los enfrentamientos directos, teniendo que remontarnos hasta la temporada 1986/87 en Tercera División para ver el último derbi entre ambos.
Derbis con la UD Icodense en categoría nacional
| Temporada | Casa | Fuera |
| --------- | ---- | ----- |
| 1985-86   | 0-1  | 0-0   |
| 1986-87   | 3-2  | 2-0   |

| Equipo               | Victorias | Empates | Derrotas | Goles a Favor | Goles en Contra |
| -------------------- | --------- | ------- | -------- | ------------- | --------------- |
| C.D Juventud Silense | 1         | 1       | 2        | 3             | 5               |
| U.D Icodense         | 2         | 1       | 1        | 5             | 3               |

## Palmarés
- Campeón Preferente de Tenerife (1): 1984-85.
- Campeón Copa Heliodoro Rodríguez López (1): 1962-63.
  - Subcampeón Copa Heliodoro Rodríguez López (2):1981-82 y 1984-85.
- Campeón de Canarias de la Copa Federación (1): 1960-61.
- Campeón Liga Segunda Interinsular de Tenerife (5): 1951-52, 1958-59, 1960-61, 1977-78 y 1996-1997.
- Campeón Tercera Regional Norte (1): 1948-49.